# 三月竹
三月竹（学名：Qiongzhuea opienensis）是禾本科筇竹属的植物，为中国的特有植物。原产于中国四川峨边，生长于海拔1,600米至1,900米的地区，一般生长在阔叶林下和能形成纯林，目前尚未由人工引种栽培。